# Moja ljubov
Moja ljubov (russisk: Моя любовь) er en russisk animationsfilm fra 2006 af Aleksandr Petrov.

## Medvirkende
- Aleksandr Olesjko som Tonetjka
- Aleksandra Zjivova som Pasja
- Jevgenija Krjukova som Serafima Konstantinovna
- Sergej Garmasj som Stepan
- Nina Ruslanova